# Métrique d'Alcubierre

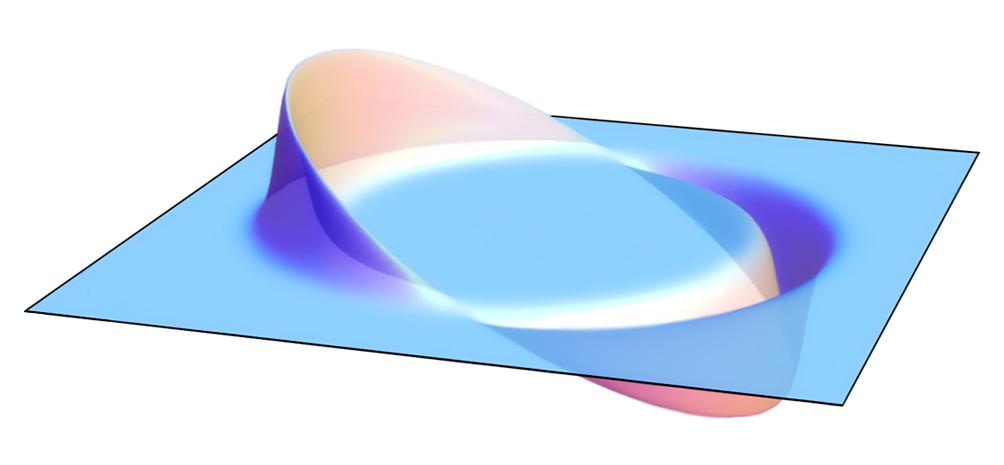
Exemple de métrique d'Alcubierre montrant, diamétralement opposées, la contraction et la dilatation de deux régions de l'espace-temps propulsant la région centrale.

La métrique d'Alcubierre, également connue sous le nom de propulsion Alcubierre (Alcubierre drive) et commande de chaîne, est un tenseur métrique solution des équations d'Einstein découvert en 1994 par le physicien mexicain Miguel Alcubierre. L'application technique de cette découverte pourrait théoriquement permettre à un vaisseau spatial de voyager à une vitesse supraluminique, à condition de pouvoir créer un champ de densité d'énergie plus faible que le vide (par l'intermédiaire de masses négatives).
En pratique, cette métrique correspond à une déformation en forme de « vague » de l'espace-temps, qui se contracterait dans une direction et se dilaterait dans l'autre. Ainsi un objet au centre de la distorsion n'irait pas plus vite que la vitesse de la lumière dans la distorsion mais pourrait du point de vue de ce qui se trouve à l'extérieur se rendre plus vite d'un point à un autre que ne le ferait la lumière sans cette distorsion. Ce qui permettrait alors un voyage effectif plus rapide que la lumière sans que l'objet à l'intérieur de la distorsion n'ait à accélérer jusqu'à la vitesse de la lumière et en respectant les lois de la physique.
Bien que la métrique proposée par Alcubierre soit cohérente avec les équations d'Einstein, rien ne dit qu'elle ait un réel sens physique, ce qui empêcherait son utilisation pour le voyage supraluminique. Et quand bien même cette métrique aurait un sens physique, rien ne dit qu'un moteur utilisant ce phénomène puisse être créé. Le mécanisme proposé par Alcubierre nécessite des densités d'énergie négative utilisant une matière exotique dont l'existence, bien que possible théoriquement par la théorie quantique des champs, n'a pas été prouvée et ne fait pas l'unanimité au sein de la communauté scientifique.
Un autre obstacle à l'utilisation de la métrique d'Alcubierre vient du fait que, bien que cette métrique soit cohérente avec les équations d'Einstein, la relativité générale n'est pas compatible avec la mécanique quantique. Ainsi certains physiciens ont suggéré qu'une théorie regroupant les deux (la gravité quantique) éliminerait les solutions de la relativité générale qui permettent le voyage dans le temps (voir la conjecture de protection chronologique) dont la métrique d'Alcubierre.
En 2011, Harold White développe une méthode théorique pour réduire nettement l'énergie nécessaire à la création d'une distorsion de l'espace-temps selon la métrique d'Alcubierre, sans s'affranchir du problème de l'énergie négative ni des obstacles présentés précédemment.
Par ailleurs, Alexey Bobrick et Gianni Martire affirment qu'il est, en principe, possible de construire une classe d'espaces de distorsion subluminiques et à symétrie sphérique en se fondant sur des principes physiques connus de l'humanité, tels que l'énergie positive.

## Historique
En 1994, Alcubierre a proposé une méthode pour modifier la géométrie de l'espace en créant une vague qui causerait une contraction du tissu de l'espace devant le vaisseau spatial et une expansion de l'espace derrière. Ce vaisseau chevaucherait alors cette vague à l'intérieur de la région où l'espace est plat. Pour réaliser cette vague, il a d'abord été pensé que nous devions utiliser beaucoup trop d'énergie négative jusqu'à ce que Harold Sonny White (NASA), déclare que la quantité d'énergie requise pourrait être considérablement réduite si nous utilisions un anneau au lieu d'une vague.

## Métrique
La métrique d'Alcubierre s'écrit :
{\displaystyle \mathrm {d} s^{2}=-c^{2}\mathrm {d} \tau ^{2}=-c^{2}\mathrm {d} t^{2}+\left[\mathrm {d} x-v_{s}(t)\;f(r_{s})\;\mathrm {d} t\right]^{2}+\mathrm {d} y^{2}+\mathrm {d} z^{2}},
où :
- {\displaystyle c} est la vitesse de la lumière dans le vide,
- {\displaystyle v_{s}(t)} est la vitesse du centre de la bulle de distorsion le long de la courbe {\displaystyle x_{s}}[7] et est donnée par[8] {\displaystyle v_{s}(t)={\frac {\mathrm {d} x_{s}(t)}{\mathrm {d} t}}} ;
- la variable {\displaystyle r_{s}(t)} est la distance du centre {\displaystyle (x_{s}(t),0,0)} de la bulle de distorsion à un point {\displaystyle (x,y,z)} de la surface de celle-ci[7] et est donnée par {\displaystyle r_{s}^{2}=\left(x-x_{s}\right)^{2}+y^{2}+z^{2}} ;

et :
- la fonction {\displaystyle f(r_{s})}, nommée « fonction de régulation » par Alcubierre, décrit la forme de la bulle de distorsion[7] ; c'est une fonction régulière positive avec {\displaystyle f(0)=1} ; elle est donnée par : {\displaystyle f(r_{s})={\frac {\tanh(\sigma (r_{s}+R))-\tanh(\sigma (r_{s}-R))}{2\tanh(\sigma R)}}}.

## Formalisme
En utilisant le formalisme 3+1 (en) de la relativité générale, l'espace temps est décrit par une structuration en plans distincts de l'espace comme des hypersurfaces du temps de coordonnée constante {\displaystyle t}. La forme générale de la métrique d'Alcubierre devient alors : 
{\displaystyle \mathrm {d} s^{2}=-\left(\alpha ^{2}-\beta _{i}\beta ^{i}\right)\,\mathrm {d} t^{2}+2\beta _{i}\,\mathrm {d} x^{i}\,\mathrm {d} t+\gamma _{ij}\,\mathrm {d} x^{i}\,\mathrm {d} x^{j}}
où :
{\displaystyle \alpha } est la fonction d'écart (en) qui donne l'intervalle de temps propre entre les hypersurfaces à proximité,
{\displaystyle \beta ^{i}} est le décalage vectoriel qui donne les coordonnées spatiales sur différentes hypersurfaces et
{\displaystyle \gamma _{ij}} est une métrique définie positive sur chacune des hypersurfaces.
La forme particulière étudiée par Alcubierre considère les valeurs suivantes,, :
{\displaystyle \alpha =1},
{\displaystyle \beta ^{x}=-v_{s}(t)f\left(r_{s}(t)\right)},
{\displaystyle \beta ^{y}=\beta ^{z}=0\,\!},
{\displaystyle \gamma _{ij}=\delta _{ij}}, où {\displaystyle \delta _{ij}} est le symbole de Kronecker.
Ainsi, lorsque l'on considère que {\displaystyle v_{s}(t)} ne varie que selon une dimension ({\displaystyle x}), on obtient :
{\displaystyle v_{s}(t)={\frac {\mathrm {d} x_{s}(t)}{\mathrm {d} t}}}
{\displaystyle r_{s}(t)={\sqrt {(x-x_{s}(t))^{2}+y^{2}+z^{2}}}},
et
{\displaystyle f(r_{s})={\frac {\tanh(\sigma (r_{s}+R))-\tanh(\sigma (r_{s}-R))}{2\tanh(\sigma R)}},}
en considérant {\displaystyle R>0} et {\displaystyle \sigma >0}, on peut réécrire l'équation sous la forme :
{\displaystyle \mathrm {d} s^{2}=\left(v_{s}(t)^{2}f(r_{s}(t))^{2}-1\right)\,\mathrm {d} t^{2}-2v_{s}(t)f(r_{s}(t))\,\mathrm {d} x\,\mathrm {d} t+\mathrm {d} x^{2}+\mathrm {d} y^{2}+\mathrm {d} z^{2}.}
Avec cette forme particulière de la métrique, on peut montrer que la densité d'énergie mesurée par un observateur dont la quadrivitesse est normale par rapport aux hypersurfaces est donnée par : 
{\displaystyle -{\frac {c^{4}}{8\pi G}}{\frac {v_{s}^{2}(y^{2}+z^{2})}{4g^{2}r_{s}^{2}}}\left({\frac {\mathrm {d} f}{\mathrm {d} r_{s}}}\right)^{2},}
où {\displaystyle g\!} est le déterminant du tenseur métrique.
Ainsi, étant donné que la densité d'énergie est négative, « on doit voyager plus rapidement que la lumière » selon Alcubierre, grâce à l'effet suscité par de la matière exotique, matière dont l'existence n'a pas encore été observée à ce jour.
Alcubierre a choisi une forme spécifique pour la fonction {\displaystyle f}, mais d'autres choix donnent une fonction d'espace-temps plus simple avec les effets attendus de commande de chaîne.
En 1999, Low a démontré que dans le contexte de la relativité générale, il est impossible de construire une « commande de chaîne » en l'absence de matière exotique. Une théorie cohérente de la gravité quantique résoudra peut-être de telles applications.

## Expérimentations

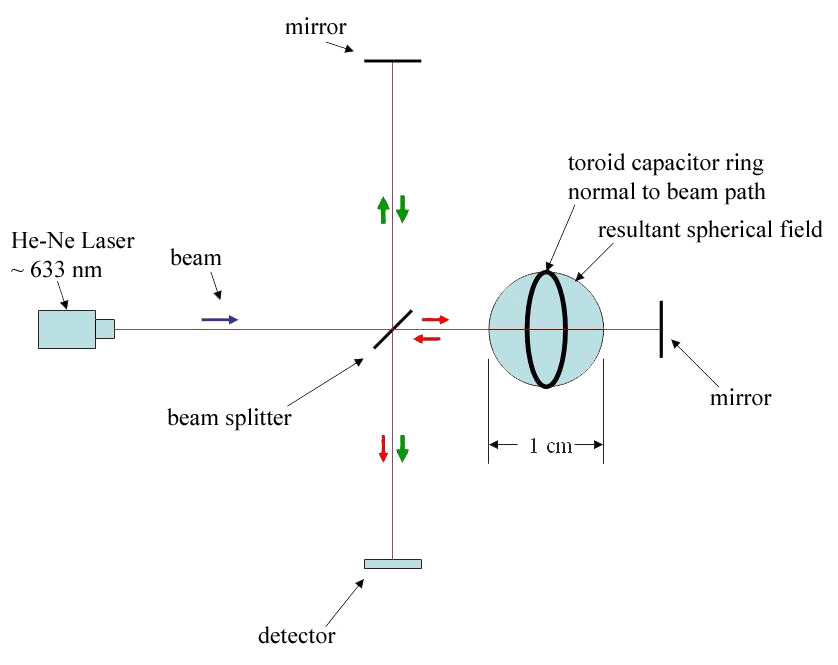
Interféromètre White-Juday.

Une équipe de la NASA, menée par Harold G. White, a annoncé avoir construit un interféromètre qui pourrait, selon elle, détecter les distorsions spatiales causées par l'expansion et la contraction de l'espace et du temps prédites par la métrique d'Alcubierre. Alcubierre a toutefois exprimé son scepticisme par rapport à celle-ci.

### Dangers
Des chercheurs de l'université de Sydney ont analysé comment la matière pourrait se comporter autour d’un théorique « moteur de distorsion ». La simulation a révélé que les particules se regrouperont mortellement autour de la bulle dans l’espace-temps, utilisée pour « bondir » à travers l’espace,.
Le problème est que lorsque le vaisseau décélère, la région de l’espace qui fait face au navire est soufflée par un faisceau concentré de particules d’énergie extrêmement élevée.

### Premiers tests avec le DARPA
Dans le cadre d'un projet en partenariat avec le DARPA, Harold G. White a conçu en décembre 2021 une bulle de distorsion spatio-temporelleInterprétation abusive ? composée d'une sphère d'un micromètre dans un cylindre de 4 micromètres,.